# Friendly Fire (Linkin Park)
Friendly Fire è un singolo del gruppo musicale statunitense Linkin Park, pubblicato il 23 febbraio 2024 come primo estratto dalla quinta raccolta Papercuts - Singles Collection 2000-2023.

## Antefatti
Nel giugno 2020 Mike Shinoda, durante una diretta su Twitch, ha rivelato l'esistenza del brano, spiegando che si trattava di una traccia realizzata durante le sessioni di registrazione del settimo album One More Light e composta da lui stesso insieme al chitarrista Brad Delson e al musicista Jon Green, quest'ultimo già coautore di altri due brani dell'album, Nobody Can Save Me e Battle Symphony. Shinoda ha tuttavia rivelato che l'uscita di Friendly Fire non sarebbe stata imminente e che avrebbe richiesto diversi anni prima di vedere la luce.

## Promozione
Il 19 febbraio 2024 i Linkin Park hanno diffuso una serie di immagini e video sui social network in occasione del lancio di Papercuts - Singles Collection 2000-2023, rivelando uno spezzone audio di Friendly Fire della durata di 30 secondi. Un'ulteriore anteprima, di durata maggiore, è stata resa disponibile su SoundCloud il giorno seguente.
L'11 settembre dello stesso anno Friendly Fire è stato eseguito per la prima volta dal vivo in occasione della prima data del From Zero World Tour.

## Video musicale
Il video, diretto da Mark Fiore, è stato pubblicato in concomitanza con il lancio del singolo attraverso il canale YouTube del gruppo.

## Tracce
Testi di Mike Shinoda, Brad Delson e Jon Green, musiche dei Linkin Park, eccetto dove indicato.
CD, download digitale
1. Friendly Fire – 2:56

Download digitale – A Cappella + Instrumental
1. Friendly Fire (Acapella) – 2:58
2. Friendly Fire (Instrumental) – 2:56

10" – Friendly Fire/QWERTY
- Lato A

1. Friendly Fire – 2:56

- Lato B

1. QWERTY – 3:21 (testo: Linkin Park)

## Formazione
Hanno partecipato alle registrazioni, secondo le note di copertina di Papercuts - Singles Collection 2000-2023:
Gruppo
- Chester Bennington – voce
- Rob Bourdon – batteria
- Brad Delson – chitarra
- Joe Hahn – campionatore, programmazione
- Phoenix – basso
- Mike Shinoda – tastiera, voce

Altri musicisti
- Jon Green – chitarra aggiuntiva
- Corin Roddick – programmazione aggiuntiva
- Andrew Dawson – programmazione aggiuntiva

Produzione
- Mike Shinoda – produzione, ingegneria del suono
- Brad Delson – produzione
- Andrew Dawson – coproduzione
- Jon Green – produzione aggiuntiva
- Corin Roddick – produzione aggiuntiva
- Andrew Bolooki – produzione vocale
- Ethan Mates – ingegneria del suono
- Josh Newell – ingegneria del suono
- Alejandro Baima – assistenza tecnica
- Manny Marroquin – missaggio
- Brian "Big Bass" Gardner – mastering

## Classifiche

### Classifiche settimanali
| Classifica (2024)                | Posizione massima |
| -------------------------------- | ----------------- |
| Austria                          | 62                |
| Canada (rock)                    | 18                |
| Estonia                          | 47                |
| Francia                          | 178               |
| Germania                         | 40                |
| Portogallo                       | 143               |
| Repubblica Ceca                  | 43                |
| Slovacchia                       | 77                |
| Stati Uniti                      | 102               |
| Stati Uniti (alternative)        | 2                 |
| Stati Uniti (mainstream rock)    | 1                 |
| Stati Uniti (rock & alternative) | 13                |
| Svizzera                         | 60                |

### Classifiche di fine anno
| Classifica (2024) | Posizione |
| ----------------- | --------- |
| Estonia           | 167       |